# A Girl like Me (албум на Ема Бънтън)
A Girl like Me е дебютият студиен албум на английската певица Ема Бънтън, издаден през 2001 г. Албумът успява да достигне четвърто място във Великобритания.

## Списък с песните
1. „What Took You So Long?“ – 3:59
2. „Take My Breath Away“ – 3:34
3. „A World Without You“ – 4:53
4. „High on Love“ – 3:49
5. „A Girl Like Me“ – 4:01
6. „Spell It O.U.T.“ – 3:12
7. „Sunshine on a Rainy Day“ – 4:17
8. „Been There, Done That“ – 3:05
9. „Better Be Careful“ – 3:19
10. „We're Not Gonna Sleep Tonight“ – 3:23
11. „She Was a Friend of Mine“ – 3:34
12. „What I Am“ (с Tin Tin Out) – 4:34

## История на издаване
| Държава        | Дата        | Музикален издател |
| -------------- | ----------- | ----------------- |
| Великобритания | 16 май 2001 | Върджин Рекърдс   |
| Австралия      | 14 май 2001 | И Ем Ай           |

## Позиции в музикалните класации
| Държава                             | Позиция |
| ----------------------------------- | ------- |
| Австралия (Australian Albums Chart) | 86      |
| Германия (German Albums Chart)      | 67      |
| Дания (Dannish Albums Chart)        | 23      |